# هنری برتون
هنری برتون (انگلیسی: Henry Burton؛ ۲۷ فوریه ۱۷۹۹ – ۱۰ اوت ۱۸۴۹) پزشک و شیمی‌دان اهل انگلستان بود. وی برادر مصرشناس پیشگام بریتانیایی «جیمز برتون» و از خانواده‌ای اشرافی و سرشناس بود و دلیل شهرتش توصیف خطوط برتون در لثه‌های بیماران مبتلا به مسمومیت با سرب است.